# Пол Коллієр
По́л Ко́ллієр (англ. Paul Collier нар. 30 липня 1970) — валлійський професіональний рефері зі снукеру. Найбільш відомий як суддя фінального матчу чемпіонату світу 2004 року між Ронні О'Салліваном і Гремом Доттом. Коллієр був одним з основних рефері на професійних снукерних турнірах, але у 2005 році припинив професійну кар'єру через фінансові проблеми в грі. Відтоді він продовжує судити різні виставкові та аматорські матчі. У 2010 році відновив свою співпрацю з WPBSA як професіональний рефері.

## Кар'єра
Почав грати в снукер в 13 років, а займатися суддівством — в 15. У 1991 році Пол став наймолодшим членом асоціації професійних снукерних рефері. Крім снукерних матчів, він судив ігри з пулу (« дев'ятка») і англійського більярду. Зокрема, він був рефері на професійних чемпіонатах світу з англійської більярду.
У 2004 році судив фінал чемпіонату світу зі снукеру, де Ронні О'Салліван завоював свій другий титул, перемігши Грема Дотта з рахунком 18:8.
Хоча Коллієр перестав обслуговувати матчі мейн-туру, він залишився головним рефері у Прем'єр-лізі, а також обслуговує матчі Ліги Чемпіонів. Фінал 2008 року став 200-м матчем, який Коллієр судив в рамках Прем'єр-ліги.
У 2010 році Коллієр вирішив повернутися до роботи в мейн-турі. Він взяв участь у низькорейтинговому турнірі Players Tour Championship 2010/2011 — Етап 3. Першим рейтинговим турніром став чемпіонат Великої Британії, першим матчем — гра між Ронні О'Салліваном і Стюартом Бінгемом.